# Мэдден, Томас
Томас Ф. Мэдден (англ. Thomas F. Madden, род. 10 июня 1960 года) — американский историк-медиевист, специалист по истории и культуре Средиземноморья. Профессор средневековой истории (с 2004 года) и с 2007 года директор Центра исследований Средневековья и Возрождения Университета Сент-Луиса (Миссури). Член Американской академии медиевистики (2013).

## Биография
Окончил Университет Нью-Мексико (бакалавр искусств, 1986), степени по истории магистра искусств (1990) и доктор философии (1993) получил в Иллинойсском университете в Урбане-Шампейне.
С 1992 года преподаватель, с 2004 года профессор и в 1996—1998 и 2001—2007 годах глава исторического департамента Университета Сент-Луиса (Миссури).
Выступал в качестве автора и исторического консультанта в The New York Times, The Washington Post, The Wall Street Journal и на The History Channel.
Автор ряда книг о Крестовых походах, в частности «A Concise History of the Crusades» (1999), а также статьи о них в новом издании Британской энциклопедии. Также автор «Venice: A New History».
Лауреат Приза Отто Грюндлера (2005), полученного на 40-м Международном конгрессе по медиевистике, награды Медали Хаскинса (2007) — ежегодной награды Американской академии медиевистики.
Католик по вероисповеданию.